# Geysir

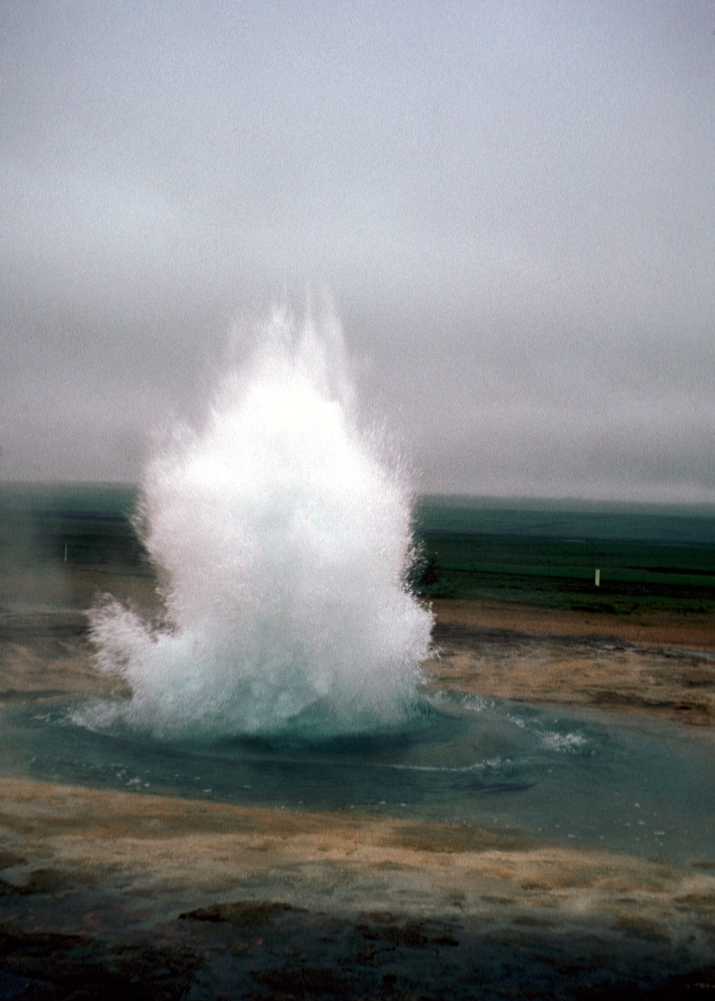
Geysir

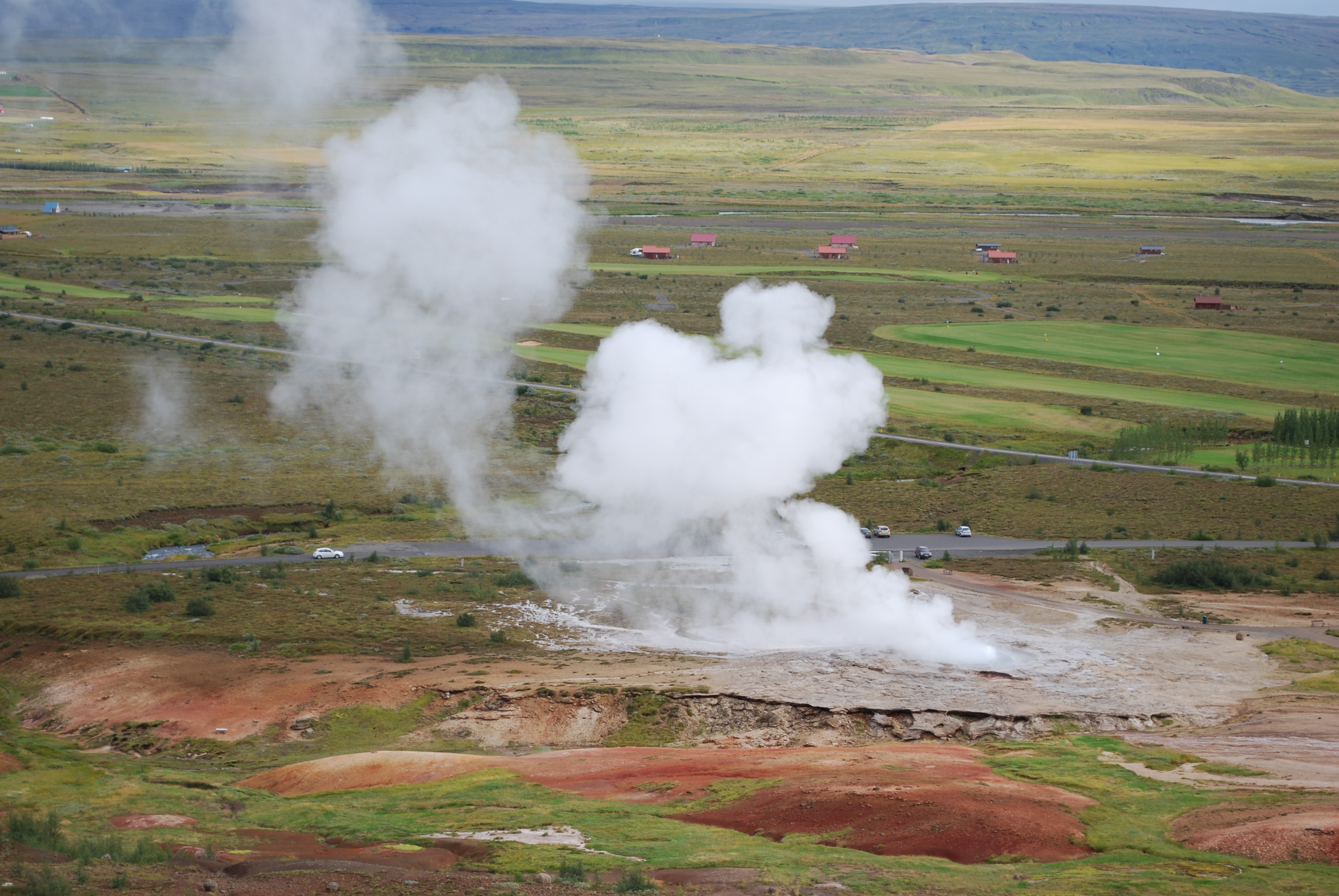
Erupce Geysiru během léta 2009

Geysir (islandsky Stóri Geysir, česky Gejzír nebo Velký gejzír)  je gejzír v oblasti prolomového riftu Haukadular, 80 kilometrů východně od Reykjavíku na jihozápadním Islandu. Právě od islandského názvu tohoto útvaru se odvozuje geologický termín gejzír (z islandského výrazu „geysa“, což znamená „proudit“). Velký gejzír je přitom také nejstarším známým zástupcem, jako aktivní byl popsán již v roce 1294.
Okolní oblast v roce 1846 prozkoumal Robert Wilhelm Bunsen, který jako první vědecky vysvětlil příčiny tohoto úkazu.
Aktivita gejzíru je nepravidelná a závislá na sopečné aktivitě celé oblasti. Zaznamenána byla jeho aktivita v roce 1630, kdy se probudil k činnosti po téměř 40 letech. Také v roce 1896 začal chrlit vodu a páru po dlouhých letech klidu. V letech 1910–1915 byla naopak jeho frekvence jen asi 30 minut. V roce 1915 činnost gejzíru ustala, ale následná zemětřesná aktivita v oblasti ho opět v roce 1935 probudila k životu. Po sérii zemětřesení, která zasáhla oblast v roce 2000, Geysir opět chrlí vodu.
Frekvence se od roku 2003 pohybuje v rozmezí 5 až 8 hodin. Vařící voda je vyvrhována až do výšky kolem 80 metrů, v roce 1845 dosáhla až 170 m. Mezi 17. a 20. červnem 2000, během zemětřesení, dosahoval do výšky 122 m po dva dny a je považován za nejvyšší gejzír v činnosti, a to i dočasně.
Návštěva Geysiru je součástí nejznámější turistické trasy na Islandu, zvané Zlatý kruh (Gullni hringurinn).